# Rainbow Family

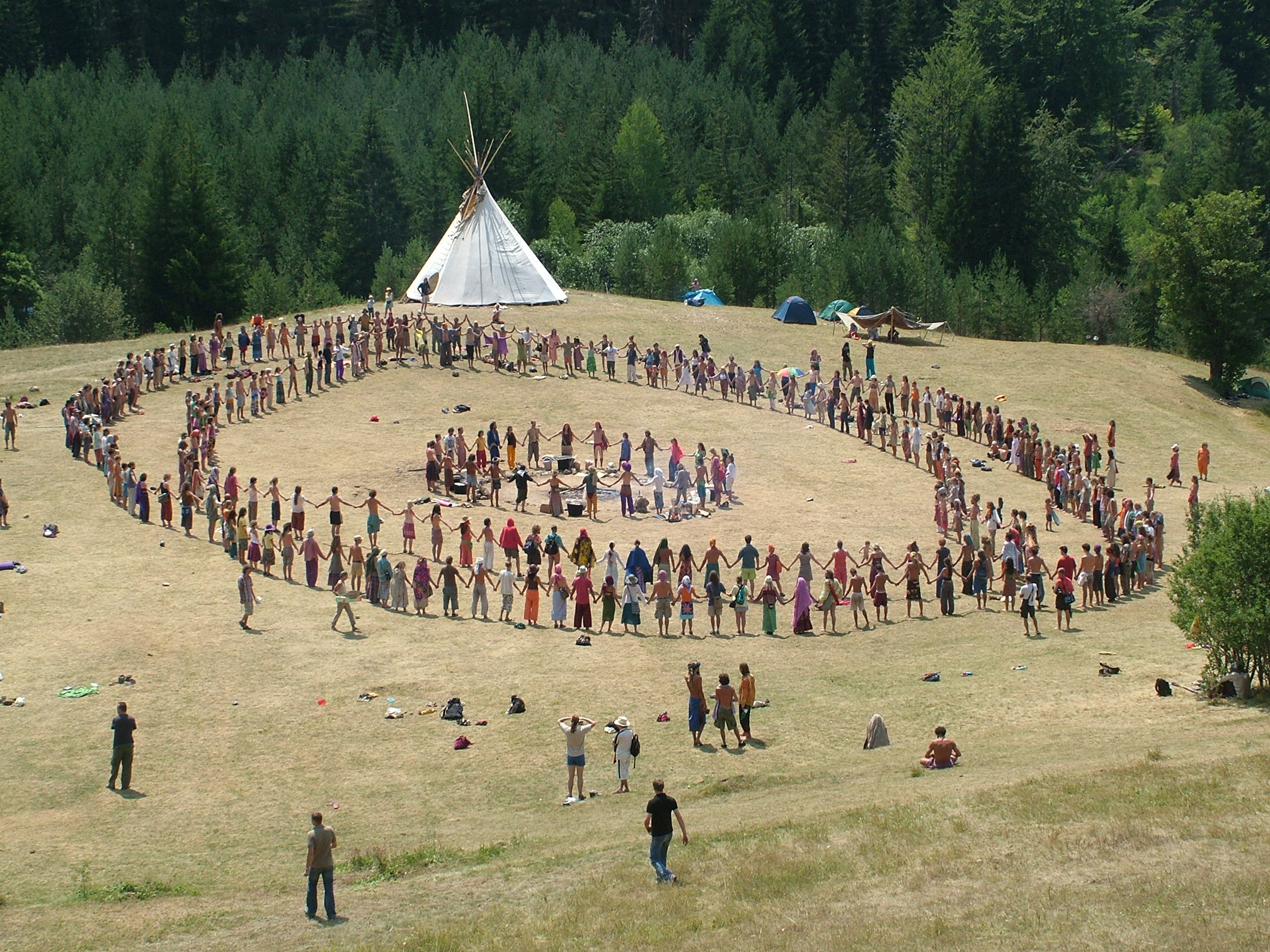
The Rainbow Gathering 2007 in Bosnia

La Rainbow Family of Living Light, conosciuta più semplicemente come Rainbow Family, è una comunità di persone riunite dai valori della Non-violenza e dell'Egualitarismo.

## Caratteristiche
Dalla sua nascita, nel 1972, questa comunità ha sempre tenuto incontri annuali (detti Rainbow Gatherings) in svariate località del mondo, prevalentemente nei mesi estivi. Gli incontri durano solitamente un mese, seguendo i cicli lunari, iniziano con la luna nuova e terminano con la successiva luna nuova. 
Sono eventi totalmente gratuiti. 
La Rainbow Family non ha fini commerciali, e neppure esiste a livello ufficiale. Alcuni sostengono che sia la più grande non-organizzazione di non-membri al mondo; non esistono leader né organizzazioni.

Di fatto Rainbow Family significa molte cose. L'ispirazione ai valori dei nativi americani è comune, come comune è il rifarsi ad un'antica profezia: 
(Old Native American Prophecy)
Traduzione:

## Incontri
Diversamente da quanto ci si possa immaginare, ai raduni non è possibile portare con sé droghe di alcun genere, anche se il divieto è strettamente osservato solo per l'alcool e le droghe pesanti. 
È inoltre vietato introdurre cellulari, armi o apparecchiature elettroniche. 
Durante i raduni sono vietati gli scambi commerciali, i proventi per il cibo vengono ricavati dalle offerte messe nel cosiddetto cappello magico dai partecipanti. Il reperimento degli alimenti viene effettuato presso rivenditori di merce biologica; la cucina comune è strettamente vegana.
Gli incontri si tengono generalmente in luoghi incontaminati, non facilmente accessibili, in modo da garantire una certa intimità all'evento.
L'assenza di elettricità e di strutture abitative permanenti crea una particolare atmosfera. 
L'intera organizzazione degli eventi, a partire dalla scelta della location, la prima organizzazione dei servizi essenziali (cucine, latrine, ecc.) fino alla pulizia finale è completamente volontaria. Le decisioni vengono prese secondo il metodo del consenso. La lingua franca utilizzata per le comunicazioni importanti è l'inglese; quando un fratello o una sorella non fosse in grado di comprendere l'inglese o di esprimersi in tale lingua, qualcuno si offre di tradurre per lui in modo che nessuno sia escluso.

### Healing Rainbow Gathering
Ci sono dei particolari incontri Rainbow denominati Healing Rainbow Gathering (raduni arcobaleno di guarigione), dove non sono consentiti il caffè, lo zucchero e riti di fumo di tabacco o canapa.  
I raduni di guarigione spesso sono abbinati al mangiare crudista (frutta sia fresca che secca, insalate, cereali, semi).